# Нейтинське нафтогазоконденсатне родовище
Нейтинське нафтогазоконденсатне родовище — одне з родовищ півострова Ямал Тюменської області Росії. Його запаси відносно невеликі для цього унікального в плані газоносності регіону, проте за умови підтвердження дозволять потрапити в категорію гігантських за міжнародною класифікацією (хоч і на нижній межі відповідного інтервалу).

## Опис
Нейтинське родовище лежить за 270 км на північний-захід від селища Новий Порт (Новопортівське нафтогазоконденсатне родовище) та за 420 км на північний схід від Салехарда. Його відкрито 1975 року свердловиною № 25 Ямальської геологорозвідувальної експедиції управління «Главтюменьгеологія». У межах родовища відкрито чотири газових, чотири газоконденсатних та один газоконденсатонафтовий поклад. Колектор — пісковики з лінзовидними вкрапленнями глин.
Запаси газу за російською класифікацією С1+С2 оцінюються у 97 млрд м³. Видобувні запаси нафти 10 млн т.